# Alpträume (Brown)
Alpträume ist eine Sammlung von Kurz- und Kürzestgeschichten im Science-Fiction-Genre des US-Amerikaners Fredric Brown, die im amerikanischen Original 1961 unter dem Titel Nightmares and Geezenstacks und auf Deutsch 1965 in der Übersetzung von B. A. Egger im Wilhelm-Heyne-Verlag erschien. Im Gegensatz zur deutschen Ausgabe enthält das Original acht weitere Kurzgeschichten, die zudem in einer anderen Reihenfolge angeordnet sind.

## Gestalt der Sammlung
Die Sammlung besteht aus 39 Kurz- und Kürzestgeschichten von einer halben (Das Ende) bis sechzehneinhalb (Bewusstseins-Falle) Seiten Länge. Das Vorwort – (Stell dir vor!) – entstammt Browns Sammlung Honeymoon in Hell; in ihm wird der Leser herausgefordert, von ihm Bekanntem ausgehend weiterzudenken und dadurch das scheinbar oder wirklich Phantastische – Lebewesen als solche, das Universum, Raumschiffe, Fabelwesen – als weniger unwahrscheinlich zu begreifen.

### Handlung der Kurz- und der Kürzestgeschichten

#### Alptraum in Grau
Ein älterer Herr rutscht während eines Nickerchens auf einer Parkbank um fünfzig Jahre in die Zeit zurück, zu der er seine Braut gefreit hat, und hält an der Haustüre seine Enkelin für eine Schwester der Umworbenen.

#### Alptraum in Grün
William ist seiner Frau in jeder Hinsicht unterlegen und ringt sich dazu durch, sich von ihr zu trennen, um auf die zarte Laura umzusteigen, muss aber erleben, dass seine Frau ihm sogar darin wiederum zuvorkommt.

#### Alptraum in Weiß
Ein Frischvermählter nächtigt auf der Rückfahrt von der Hochzeitsreise bei seiner Schwester, die in der Dunkelheit, zunächst unerkannt, ganz in die Rolle der Braut schlüpft.

#### Alptraum in Blau
Der Nichtschwimmer George eilt nach seiner Frau Wilma, bevor beider fünfjähriger Sohn Tommy trotzdem ertrinkt und sich herausstellt, dass das Wasser nur einen Meter tief gewesen ist.

#### Alptraum in Gelb
Ein Grundstücksanwalt will in finanzieller Not mit unterschlagenem Geld verschwinden und setzt sich in den Kopf, davor noch in der Minute, in der er vierzig wird, seine Frau zu ermorden, wird beim Öffnen der Haustüre aber von Freunden überrascht, die die Tote, die er im Arm hält, insgeheim als eine Überraschung für ihn hat kommen lassen.

#### Alptraum in Rot
Der Held der Geschichte wird um drei Uhr nachts durch Erdstöße geweckt und gerät außerhalb seines Hauses zwischen Glockengeläut, gespenstischen Pfählen und weiteren Beben in ein überwirkliches Schauspiel des Untergangs.

#### Der Yeti
Sir Chauncey Atherton sucht im Himalaya nach der Filmschauspielerin Lola Gabraldi, die dort von einem Yeti geschnappt worden sein soll. Als er ein Exemplar der Schneemenschen erschossen hat, ergreift ihn ein anderes, das ihm seine und die Geschichte seiner Artgenossen schildert. Mit der Hilfe einer besonderen Medizin seien sie aus einem gewöhnlichen Bergvolk entstanden, wegen der Gefahr des Aussterbens aber genötigt, sich durch entsprechend behandelte Menschen zu ergänzen, was jetzt, nachdem Chauncey die verwandelte Gabraldi getötet habe, zur Freude der Sprechenden mit ihm einmal wieder einem Manne begegnen werde.

#### Zurückgegeben
Der Gauner Larry Snell entdeckt, dass in seinen Worten eine unüberwindliche Macht schwingt, tötet durch Fluchreden eine Reihe von Feinden und bereitet sich auf einen geschäftlichen Siegeszug vor, als ihn auf einem Echo-Hügel in den Catskill-Mountains durch sein eigenes übermütiges Hinausrufen der Tod einholt.

#### Omas Geburtstag
Bei Oma Halperins 80. Geburtstagsfest erschlägt einer aus ihrem Clan einen der beiden einzigen Gäste, mit denen man nicht verwandt ist. Auf Betreiben des Jubilars richtet der delinquent Gewordene, ein Profi-Boxer, den zweiten Gast von außerhalb der Familie so her, dass dadurch ein Zusammenstoß beider Opfer vorgetäuscht werden kann.

#### Er stahl nur Katzen
Ein Einbrecher erleichtert die Bürger von Midland City vielfach um ihre Katzen und wird in eine Falle gelockt, erhält aber nur eine sehr milde Strafe, weil er die Tiere verwendet hat, um die Formel für die gebrauchsfertige Trockenkatze zu ermitteln.

#### Große verlorengegangene Entdeckungen I – Unsichtbarkeit
Der Gesandte Eduards VII. bei Sultan Abd el Krim, Archibald Praeter, entdeckt 1909 ein Mittel, das einen unsichtbar werden lässt, wird aber im stockdunklen Schlafgemach einer sich erschreckenden Tscherkessin des Harems durch einen Eunuchen niedergemetzelt, weil er nicht gewusst hat, dass der Halter der Damen diese nachts nicht aufzusuchen pflegt.

#### Große verlorengegangene Entdeckungen II – Unverwundbarkeit
Lieutenant Paul Hickendorf entdeckt 1952 das Geheimnis der Unverwundbarkeit, wird aber samt dem ihn schützenden Kraftfeld ins Weltall geschleudert, in dem er erstickt und in die Sonne stürzt, weil er sich auf Eniwetok an eine explodierende Wasserstoffbombe herangepirscht hat, um den Nutzen seines neuen Apparates anschaulich zu machen.

#### Große verlorengegangene Entdeckungen III – Unsterblichkeit
Iwan Iwanowitsch Smetakowski entwickelt 1978 eine Droge, die unsterblich macht, nimmt sie aber erst, als er krank ins Koma sinkt.

#### Brief aus dem Jenseits
Der Mitwisser Laverty missachtet die Warnungen des Abgeordneten Quinn und erschießt diesen, stirbt aber vor Schreck, als, wie angekündigt, ein bereitgehaltener Brief überbracht wird. Der Überbringer sucht nämlich nicht etwa die Behörden oder einen anderen Dritten, sondern Laverty selbst auf und ist ein perfekter Doppelgänger des Ermordeten.

#### Sein Hobby
Ein Apotheker verfügt über ein Gift, das sich im Körper nicht nachweisen lässt, lässt sich von Mördern oder solchen, die es werden wollen, ihre Fälle schildern und nimmt ihnen Geld dafür ab, dass er ihnen das Gegenmittel aushändigt, nachdem er sie selbst vergiftet hat.

#### Die Vergeltungsflotte
Im Jahre 2830 startet eine Flotte vom Mars, um zu verhindern, dass einem Angriff auf die Venus im Jahre 2810 Ähnliches folgt. Hundert Jahre später stellt man fest, dass die nie Heimgekehrten in der Zeit zurückgewandert sind, weil sie die Lichtgeschwindigkeit überschritten haben, und nach einer Reise durch das ganze Universum selbst den Angriff gegen die Venus geführt haben, den sie haben rächen wollen.

#### Fatal
Walter Baxter plant den perfekten Mord an seinem Onkel, wird aber wegen des Einbruchsdiebstahls festgenommen, den er zur Staffage unternimmt, während er das Opfer dabei vor lauter Sorge um die Einzelheiten zu töten vergessen hat und von ihm beobachtet worden ist.

#### Die kurzen glücklichen Leben des Eustace Weaver I - III
Eustace Weaver springt mit seiner Zeitmaschine in den Augenblick, in dem sich der Safe seines Arbeitgebers öffnet, wird jetzt aber plötzlich neugierig von den Kollegen beäugt und kehrt eilig zurück (I); er hat mehr Erfolg, als er in den Abend des nächsten Tages und wieder zurückreist (II); seine Maschine wird durch die Zeitpolizei aus der Zukunft des 25. Jahrhunderts neutralisiert und er selbst wegen Diebstahls niedergemäht, als er sich anschickt, mit den Scheinen aus dem Safe bei Pferderennen das schnelle Geld zu machen.

#### Die Expedition
Aufgrund eines entsprechenden Los-Entscheides setzt sich die Crew der ersten größeren Expedition nach dem Mars aus neunundzwanzig Frauen und dem „tollen Maxon“ als dem einzigen Mann zusammen. Im Geschichtsunterricht wird später hervorgehoben, dass der Kapitän seinen Spitznamen nur hat erhalten können, weil die nächste Expedition, schneller als vorgesehen, nach neun Monaten und zwei Tagen den Mars erreicht und dort bereits eine sechzig Köpfe umfassende Mannschaft von Maxons Raumschiff angetroffen hat.

#### Rotbart
Rotbart erwischt seine Frau, als sie den verbotenen Schrank mit dem besonders starken Radio-Apparat öffnet, durch den er in Funkkontakt mit seinen Leuten von der Venus steht, und verrät ihr, dass sein Bart in Wirklichkeit blau und sie wie alle ihre Vorgängerinnen nur farbenblind sei, während er jene sämtlich nicht etwa in den Schrank gesteckt, sondern im Keller vergraben habe.

#### Pago
Dr. Walter Ralston und Dr. Henry Graham haben 1980 zum ersten Mal durch Parthenogenese einen Menschen erzeugt und erschrecken zwanzig Jahre später, als der älteste von fünfzig Millionen so Gezeugten, die alle männlich sind, auf einer Party Wasser in Gin verwandelt und behauptet, dass er zum Wasserski-Fahren keine Wasserski brauche.

#### Der Kontakt
Die Marsianer Dhar Ry und Ejon Khee freuen sich, als man von der Erde aus einen ersten Sichtschuss auf ihren Planeten feuert, denn sie hoffen, dass sie die Menschen Psychologisches lehren und Technisches von ihnen lernen können. Der Schuss löscht aber die letzte Stadt ihrer untergehenden und auf der Erde unbekannten Kultur aus.

#### Noch einmal davongekommen
Die unerbittlichen Leute von Xandor suchen im Sonnensystem nach Sklaven für ihr untergehendes Volk, greifen aber des Nachts in einem Zoo nur zwei Affen auf, die sie der Rasse zurechnen, die die Erde beherrsche und angesichts deren mangelnder Intelligenz sie sich darauf einstellen, bei uns erst in einer sehr fernen Zukunft einmal auf brauchbare Arbeitskräfte rechnen zu können.

#### Drei kleine Eulen
Drei kleine Eulen missachten den Befehl ihrer Mutter, tagsüber im Horst zu bleiben, und erleben Verblüffendes.

#### Sie lassen einen ins Leere laufen
Der letzte Tyrannosaurus Rex findet nichts mehr zu fressen, weil die „kleinen Burschen“ fliegen gelernt haben bzw. ihm mit ihren kurzen Beinchen davonrennen.

#### Mord leichtgemacht, in zehn Lektionen
Duke Evans alias Morley Evans durchläuft eine kriminelle Karriere, bis der Kleine Rote Teufel ihn gegenüber seinem Boss zu seinen Eingängen verbuchen kann, als Evans bei einem Mordanschlag auf seinen einstigen Führer Harry Callan zugrunde geht.

#### Dunkles Zwischenspiel (in Zusammenarbeit mit Mack Reynolds)
Jan Obreen reist viertausend Jahre zurück ins schlecht dokumentierte zwanzigste Jahrhundert und heiratet ein Bauernmädchen, wird aber von dessen Bruder erschossen, als er beiläufig erwähnt, dass bei ihm, wie zu seiner Zeit bei so vielen, mindestens zu einem Viertel afrikanisches Blut in den Adern fließe.

#### Bewusstseins-Falle
Der amerikanische Soldat Johnny Dix wird in einem Krieg der Vereinigten Staaten gegen China 1981 schwer verletzt. Dabei verfängt sich eine geistige Wesenheit aus einer nicht-materiellen Existenzebene in seinem schon verwundeten Körper. Sie bleibt schließlich in seinem abgetrennten und verschütteten Kopf mit all seinen Erinnerungen gefangen, den sie am Leben erhält und aus Atomen der umgebenden Erde langsam wieder einen menschlichen Leib anfügt. „Daraus [geht] eine Mentalität hervor, die eine merkwürdige Mischung zwischen dem machtvollen Geist einer starken Wesenseinheit und den engherzigen Ansichten und Vorurteilen des Johnny Dix [darstellt].“ Dix zettelt eine Revolution an, wird Präsident der Vereinigten Staaten, reißt das Volk in eine Wahnsinnsseuche hinein und kann mit Kugeln nicht beseitigt werden. Eine Widerstandsgruppe treibt einen hellseherisch begabten Bub auf, der Gedanken lesen kann und während einer Rede des Demagogen in einem nahegelegenen Versteck den letzten Endes erfolgreichen Versuch der außerirdischen Wesenheit und zweier von deren Artgenossen mitverfolgt, sich aus Dix’ Leib und Gedanken wieder herauszulösen.

#### Lämmchen
Der Maler Wayne Gray sucht nach seiner Frau Lambeth genannt „Lämmchen“, die auf die Nacht nicht nach Hause kommt, findet sie bei seinem Konkurrenten Hans Wagner nackt im Schrank auf einem Gemälde und erschießt Wagner. Danach kehrt eine fehlende Erinnerung des paranoiden Ich-Erzählers Gray teilweise zurück: Lambeths Stimme sagt ihm, dass er sie schon am Nachmittag erschossen hatte.

#### Der Scherz
Jim Greeley macht in Scherz-Artikeln, führt vor einem Rendezvous dem Friseur eine besonders lebensechte Maske vor und wird, während er kurz wegdämmert, im Hinblick auf seinen geplanten Überraschungs-Coup als Schreckgespenst geschminkt. Er erschreckt die Geliebte zu Tode und flieht. Erst jetzt bemerkt er sein geschminktes Gesicht in der Scheibe des Friseurladens, außerdem das Zusammenfallen von dessen Namen mit dem der Toten und an einem Lüster die erhängte Gestalt des Inhabers.

#### Vorsicht bei Karikaturen (in Zusammenarbeit mit Mack Reynolds)
Der Karikaturist Bill Garrigan verdient seit längerer Zeit wieder einmal etwas Geld. Sein neuestes Werk stellt die grotesk wirkenden Bewohner eines fremden Planeten in ihrer Befangenheit wegen des Aussehens der Menschen dar. Die Gestalten aus dem Bild suchen Garrigan aber leibhaftig auf und gewinnen ihn für eine Reise nach ihrer Welt. Garrigan erhält dort eine gut bezahlte Stelle, beginnt zu empfinden wie die Fremden und verliebt sich in seine gelbhäutige, mehrköpfige Sekretärin.

#### Die Giesenstecks
Richard, der Onkel der kleinen Aubrey Walters, schenkt dieser ein Set Wachspuppen, das unter unerklärlichen Umständen aufgetaucht ist. Vater Sam fällt auf, dass das Mädchen im Spiel mit den „Giesenstecks“ familiäre Ereignisse detailliert vorauserlebt. Die Mutter, Edith, setzt durch, dass das Spielzeug entfernt wird, als ihr Sams Grübeleien zu arg werden. Als bei einem von Aubreys letzten Spielen mit dem Set ein Begräbnis in Anschlag genommen wird, greift Sam mit einem Verbot ein. Man beschließt, einen Ausflug zu machen, um sich abzulenken. Beim gemeinsamen Höllenritt per Taxi durch die Nebelwände der Nacht trifft Edith der Schock, dass sie in der sich umdrehenden Fahrerin das geheimnisvolle Mütterchen erkennt, dem sie auf dem Gang des Hauses soeben noch kurzerhand die Puppen übermacht hat.

#### Das Missverständnis
Der Raumfahrer Ralph NC - 5 entnimmt seinem Handbuch, dass die Bewohner des Planeten, den er bei Arkturus ansteuert, zwar nicht menschlich, aber des Englischen mächtig sind und einem jeden Wunsch erfüllen, wird von ihnen aber auf dem Scheiterhaufen verbrannt, da sie gewisse Schwierigkeiten mit der Grammatik haben und er sie gebeten hat, ihm etwas zu braten.

#### Schlappohr und die Marsianer
Der Erzählende berichtet von seinem schlauen, aber frechen Maulesel Schlappohr, der in der Eigenschaft eines Vertreters der auf der Erde herrschenden Rasse über eine geheimnisvolle Sprech-Apparatur vierbeinigen Marsianern einen offenbar genialen Vorschlag dazu gemacht hat, wie sie ohne eine Invasion der Erde das Überleben ihrer Rasse sichern sollten, während die Fremden den dabei zusehenden Zweibeiner als ein Haustier betrachtet und dementsprechend unwirsch behandelt haben.

#### Morgen im Stadion
Nach dem Aussterben der Menschen im 21. Jahrhundert spielen die Roboter im Jahre 2459 aus Pietät gegenüber ihren Vorläufern ein fünfhundert Jahre zurückliegendes Baseball-Spiel möglichst genau nach. Normalerweise siegt auch der historische Gewinner, doch diesmal läuft es andersherum.

#### Des Meeres und der Liebe Wellen
Robert Palmer verliebt sich in eine Meerjungfrau und willigt ein, sich durch Triton so verwandeln zu lassen, dass er mit der Fischschwänzigen eine Ehe eingehen kann, vermag sich aber nicht einmal mehr vor Gram zu ertränken, als seine Braut ihn über das Geschlechtsleben unterrichtet, dass den beiden bevorsteht und das ganz wie bei den Fischen sein muss.

#### Das Ende
Professor Jones führt seiner Tochter eine Maschine vor, die die Zeit samt der Kürzestgeschichte, die diese darstellt, zurücklaufen zu lassen beginnt.

## Gestalt als Ganzes
Brown stößt den Leser auf das Erstaunliche und das Überraschende, ohne dass er dabei näher der Frage nachgeht, wie die über einen hereinbrechenden Wunderwelten naturwissenschaftlich zu erklären sein könnten. In solchem Zusammenfließen des Naiven und des Heiteren entsteht das Eigene der in Alpträume vereinigten Kurz- und Kürzestgeschichten. Der Herausgeber der deutschen Ausgabe betont das schwer zu Fassende des Grauens, das sie heraufbeschwören, und macht geltend, dass man diesem letztendlich erst durch eigenes Erleben auf die Spur kommen werde. Der Vergleich mit der englischsprachigen Originalausgabe zeigt, dass einige Geschichten mit sexuellen Inhalten und niedrigem Niveau nicht in die deutsche Fassung übernommen wurden. Allerdings bleibt unverständlich, weshalb The House und Death on the Mountain wegfielen.
Das Wesen der Sammlung ist Kauzigkeit (Große verlorengegangene Entdeckungen, Die kurzen glücklichen Leben des Eustace Weaver) und das erfrischende Fehlen jeder Ernsthaftigkeit (Pago, Er stahl nur Katzen). Die Grenze zur Fantasy wird namentlich in der Kurzgeschichte Die Giesenstecks überschritten, in der Macht über die Familie hat, wer das Puppen-Set besitzt. Dunkles Zwischenspiel gehört zu Browns bekanntesten Kurzgeschichten.

## Inhalt und Struktur der Originalausgabe
1. Nasty: Der 65-jährige Walter Beauregard versucht seine Impotenz mit alten Zaubersprüchen zu beheben. Einer davon beschwört den Dämon „Nasty“ (fies, gemein) herauf, der einen Wunsch erfüllt, in dem er Walter eine magische Badehose gibt. Dessen Männlichkeit kehrt zurück und es gelingt ihm, eine blonde Schönheit in sein Hotelzimmer mitzunehmen. Sobald er aber die magische Hose auszieht, kehrt sein altes Problem zurück.
2. Abominable (Der Yeti)
3. Rebound (Zurückgegeben)
4. Nightmare in Gray (Alptraum in Grau)
5. Nightmare in Green (Alptraum in Grün)
6. Nightmare in White (Alptraum in Weiß)
7. Nightmare in Blue (Alptraum in Blau)
8. Nightmare in Yellow (Alptraum in Gelb)
9. Nightmare in Red (Alptraum in Rot)
10. Unfortunately (Das Missverständnis)
11. Granny’s Birthday (Omas Geburtstag)
12. Cat Burglar (Er stahl nur Katzen)
13. The House: Ein Mann betritt ein einsames Haus. Die Tür schließt sich hinter ihm, ohne dass ein Ausgang erkennbar ist. Er folgt einer Spur in der Staubschicht auf dem Boden durch verlassene Räume. In einem Raum spielt Musik, doch dort hängt nur eine Leiche von der Decke. Auch Notizzettel in einem Schlafzimmer geben keine Hinweise auf das Ziel seiner Suche. Im Gesang einer Männerstimme hört er das Word Ragnarok („Götterdämmerung“). Schließlich entdeckt er auf einer Tür ein Schild mit seinem Namen. Er betritt das Zimmer, die Tür fällt zu und er weiß, dass er für immer gefangen ist. Bevor das Kerzenlicht erlischt, erkennt er die Ähnlichkeit mit seinem Geburtszimmer, das nun zu seinem Grab geworden ist.
14. Second Chance (Morgen im Stadion)
15. Great Lost Discoveries I - Invisibility (Große verlorengegangene Entdeckungen I – Unsichtbarkeit)
16. Great Lost Discoveries II - Invulnerability (Große verlorengegangene Entdeckungen II – Unverwundbarkeit)
17. Great Lost Discoveries III - Immortality (Große verlorengegangene Entdeckungen III – Unsterblichkeit)
18. Dead Letter (Brief aus dem Jenseits)
19. Recessional: In einer erbitterten Schlacht zwischen einem weißen und schwarzen Heer berichtet einer der Teilnehmer vom Hergang und den Verlusten. Am Ende siegt das weiße Heer und vom Himmel ertönt das Wort „Schachmatt“ und die verzweifelte Figur wird in eine Schachtel gepackt.
20. Hobbyist (Sein Hobby)
21. The Ring of Hans Carvel: Der Juwelier Hans Carvel fürchtet, dass seine junge Frau untreu sein könnte. Im Traum verspricht ihm der Teufel einen Zauberring, der solange er getragen wird, die Treue seiner Frau sicherstellen wird. Beim Erwachen erlebt Carvel eine „teuflische“ Überraschung.
22. Vengeance Fleet (Die Vergeltungsflotte)
23. Rope Trick: Elsie Darnell und ihr Mann George sehen auf einer Indienreise den Seiltrick eines Flöte spielenden Fakirs. Elsie erwirbt die magische Flöte, um damit die Männlichkeit von George wiederzuerwecken. Doch nur die Schnur seines Hosenbunds reagiert auf das Flöten.
24. Fatal Error (Fatal)
25. The Short Happy Lives of Eustace Weaver I (Die kurzen glücklichen Leben des Eustace Weaver I)
26. The Short Happy Lives of Eustace Weaver II (Die kurzen glücklichen Leben des Eustace Weaver II)
27. The Short Happy Lives of Eustace Weaver III (Die kurzen glücklichen Leben des Eustace Weaver III)
28. Expedition (Die Expedition)
29. Bright Beard (Rotbart)
30. Jaycee (Pago)
31. Contact (Der Kontakt)
32. Horse Race: Eine Rasse von pferdeartigen Planetenbewohnern besetzt mehr umstrittene Asteroiden, als ihr zustehen. (Die Geschichte beruht auf einem nicht übersetzbaren Wortspiel mit dem Ausspruch: “Why is it there are so many more horses' asses than there are horses?”).
33. Death on the Mountain: Ein prophetisch begabter Bergbewohner sieht Dinge jenseits der materiellen Welt. Schließlich wird er von den in der Nähe lebenden Menschen nicht mehr beachtet, da er selbst nur noch in der anderen Welt existiert.
34. Bear Possibility: Jonathan Quinby kann Menschen in Tiere und wieder zurück verwandeln. Bei einem Zoobesuch stürzt seine Frau ins Bärengehege. Er verwandelt sie sogleich zu ihrem Schutz in eine Bärin. Ein Grizzlybär paart sich nun mit dieser, bevor Quinby die sichere Rückverwandlung gelingt. Als seine Frau danach schwanger wird, befürchtet er, dass ein Bärenkind zur Welt kommen wird.
35. Not Yet the End (Noch einmal davongekommen)
36. Fish Story (Des Meeres und der Liebe Wellen)
37. Three Little Owls (A Fable) (Drei kleine Eulen)
38. Runaround (Sie lassen einen ins Leere laufen)
39. Murder in Ten Easy Lessons (Mord leichtgemacht, in zehn Lektionen)
40. Dark Interlude (Dunkles Zwischenspiel)
41. Entity Trap (Bewusstseins-Falle)
42. The Little Lamb (Lämmchen)
43. Me and Flapjack and the Martians (Schlappohr und die Marsianer)
44. The Joke (Der Scherz)
45. Cartoonist (Vorsicht bei Karikaturen)
46. The Geezenstacks (Die Giesenstecks)
47. The End (Das Ende)